# Jardin de Balata
Pour les articles homonymes, voir Balata (homonymie).
Le jardin de Balata est un jardin botanique privé situé à 10 kilomètres au nord du centre-ville de Fort-de-France, route de Balata (vers Le Morne-Rouge), au bord de la route de la Trace, en Martinique.

## Historique
Commencé en 1982 par son propriétaire, Jean-Philippe Thoze, grâce à sa collection de plantes personnelles, il a été ouvert au public le 19 avril 1986. Horticulteur, paysagiste et artiste, il a réuni une collection d’essences tropicales : des anthuriums, des hibiscus, des nymphéas exotiques, des roses de porcelaine, des héliconias, des pandanus panaché ou bien encore des dracénas et des balisiers[réf. souhaitée]. Il entreprend l’aménagement de cet ancien jardin familial (celui de sa grand-mère) laissé à l’abandon.
Le jardin est ensuite acheté en 2008 par le Tropical Forest Park Group, propriété de Franck et Angélique Chaulet, qui comprend aussi le Zoo de Guadeloupe et le Zoo de Guyane. En 2014, ce groupe s'enrichit du Zoo de Martinique, crée sur l'Habitation Anse Latouche. En 2018, la banque publique d'investissement et le fonds d'investissement Trocadero Capital Partners entrent au capital du groupe, aux côtés des fondateurs et de cadres du groupe.
Il est classé Jardin remarquable et comporte de nombreuses espèces tropicales, dont une collection de palmiers ; le jardin abrite également une maison créole traditionnelle.

## Galerie

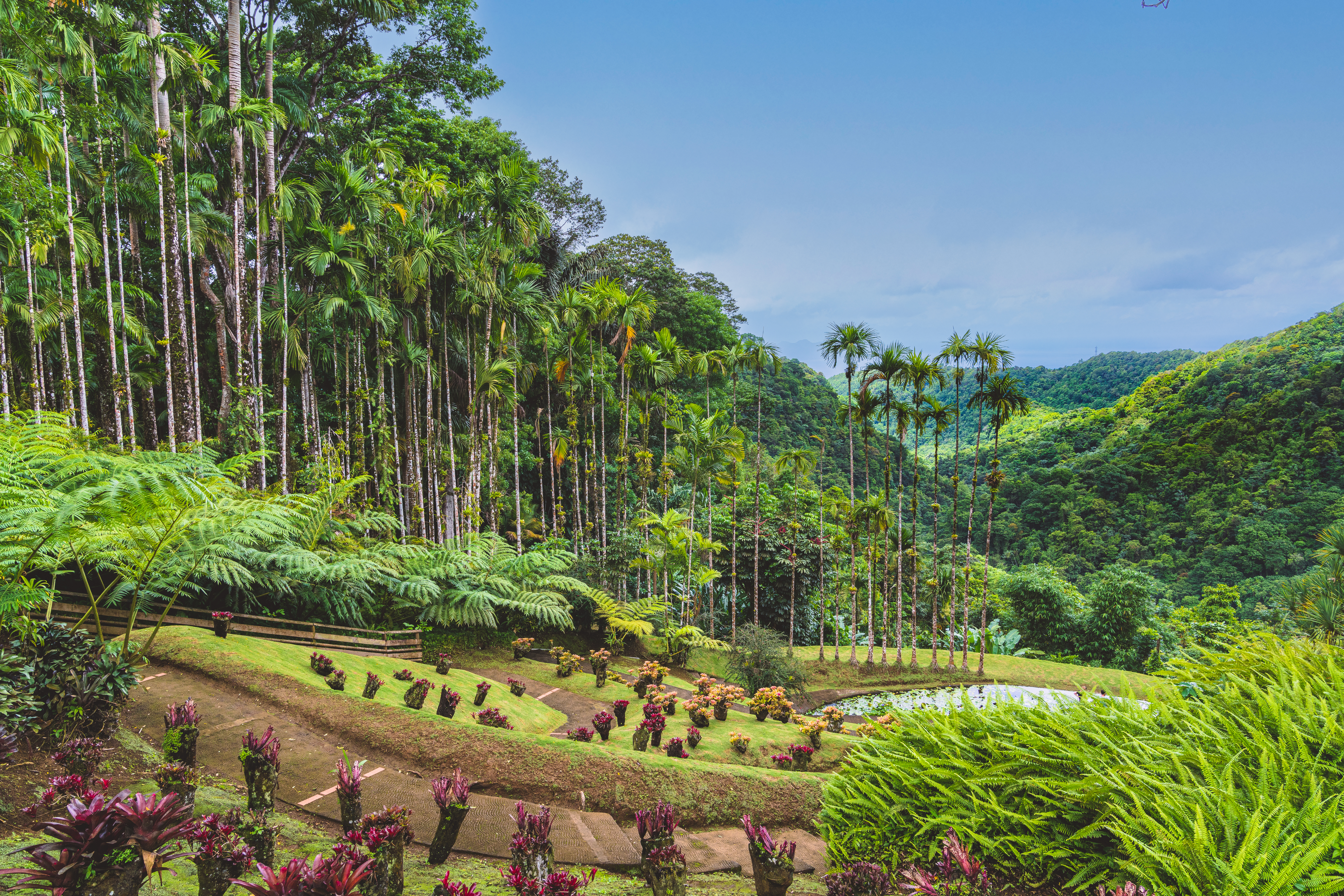
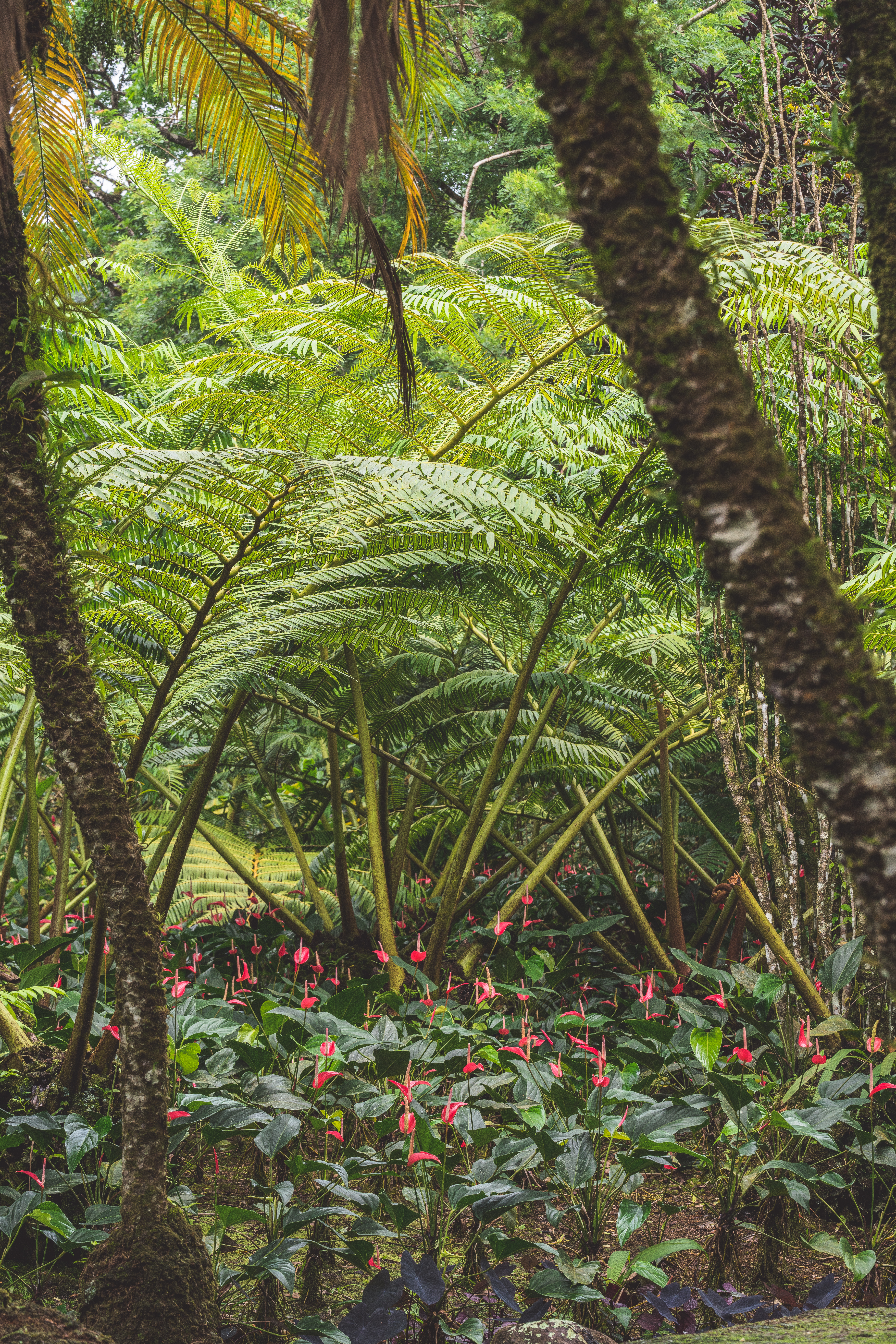
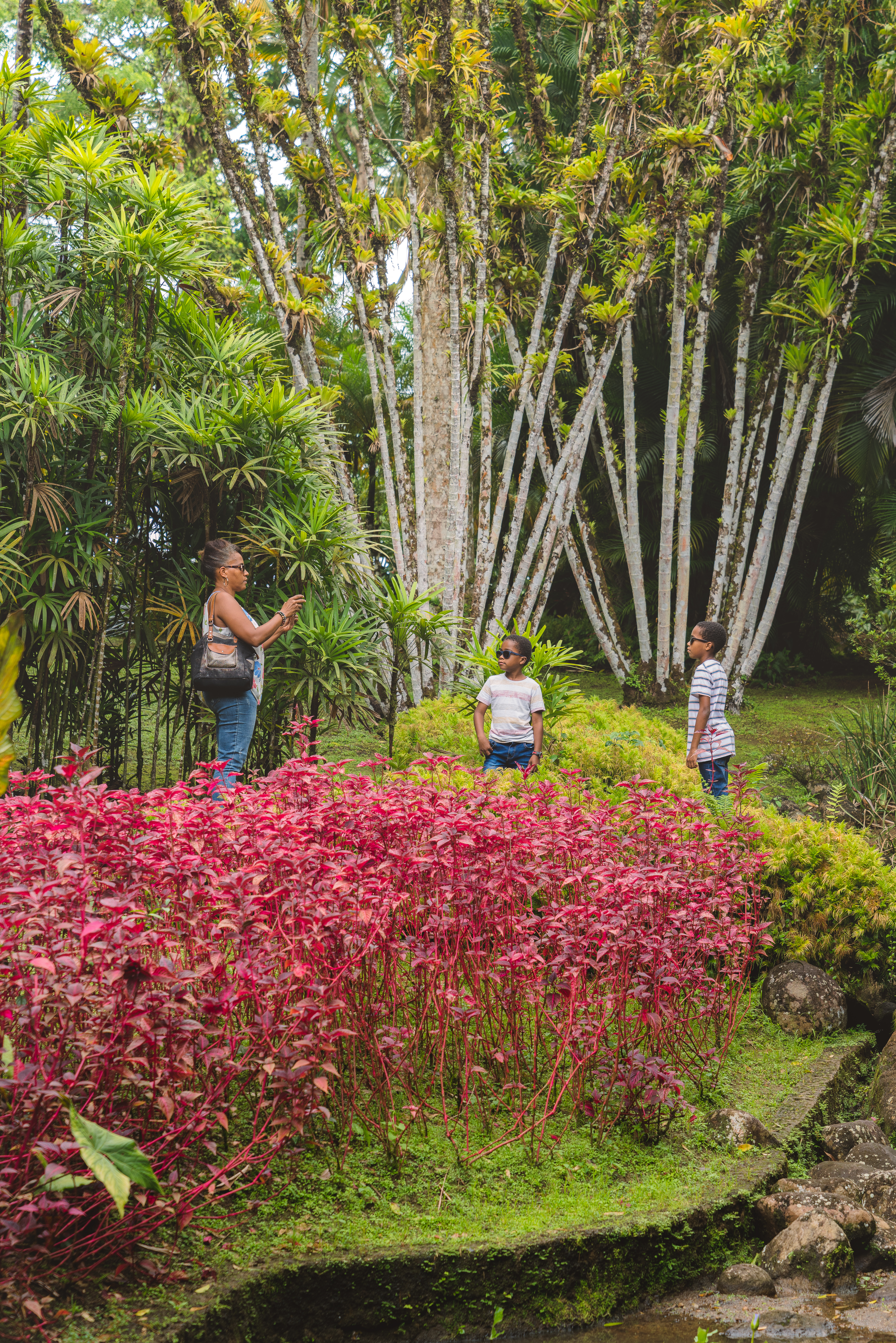
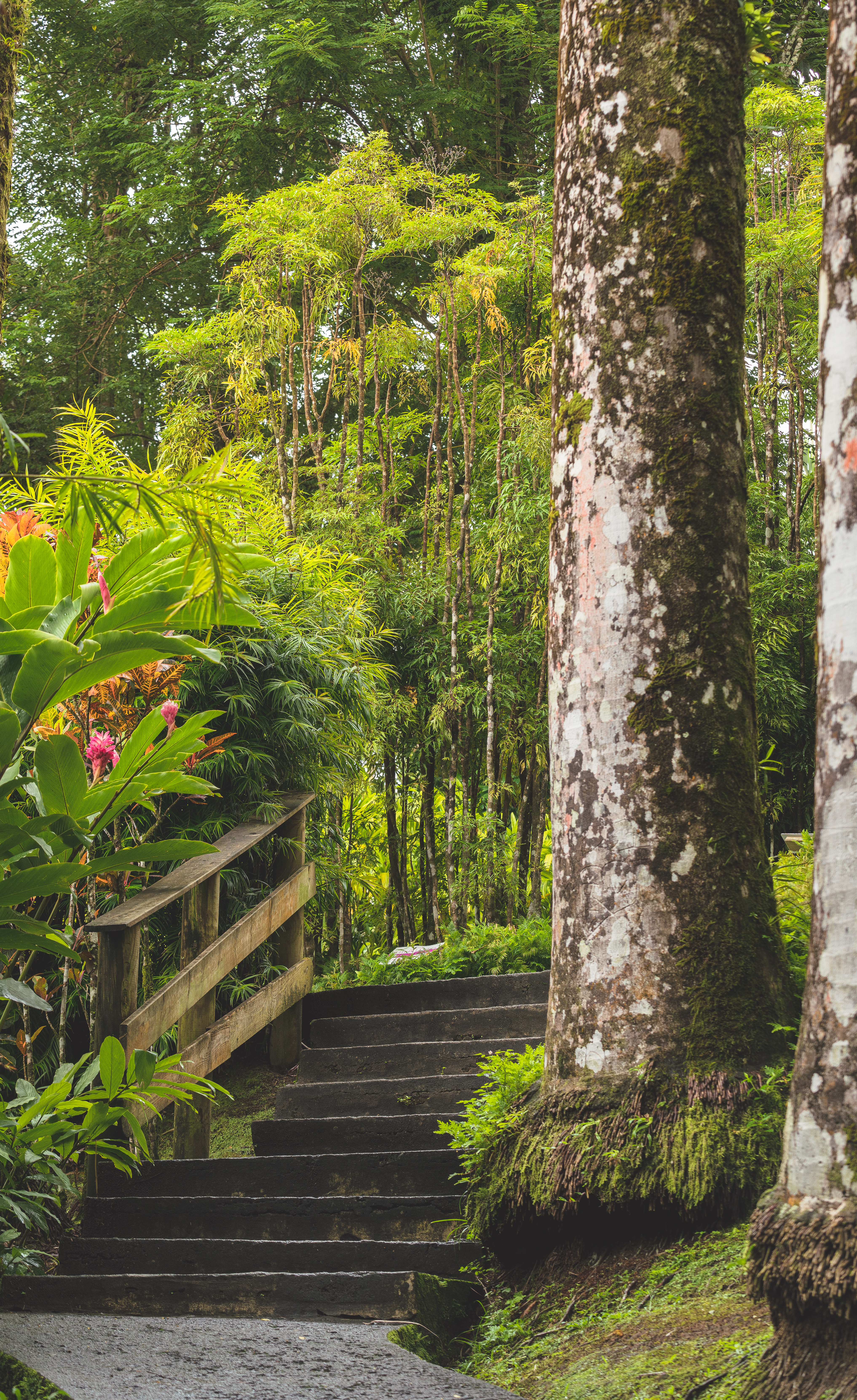
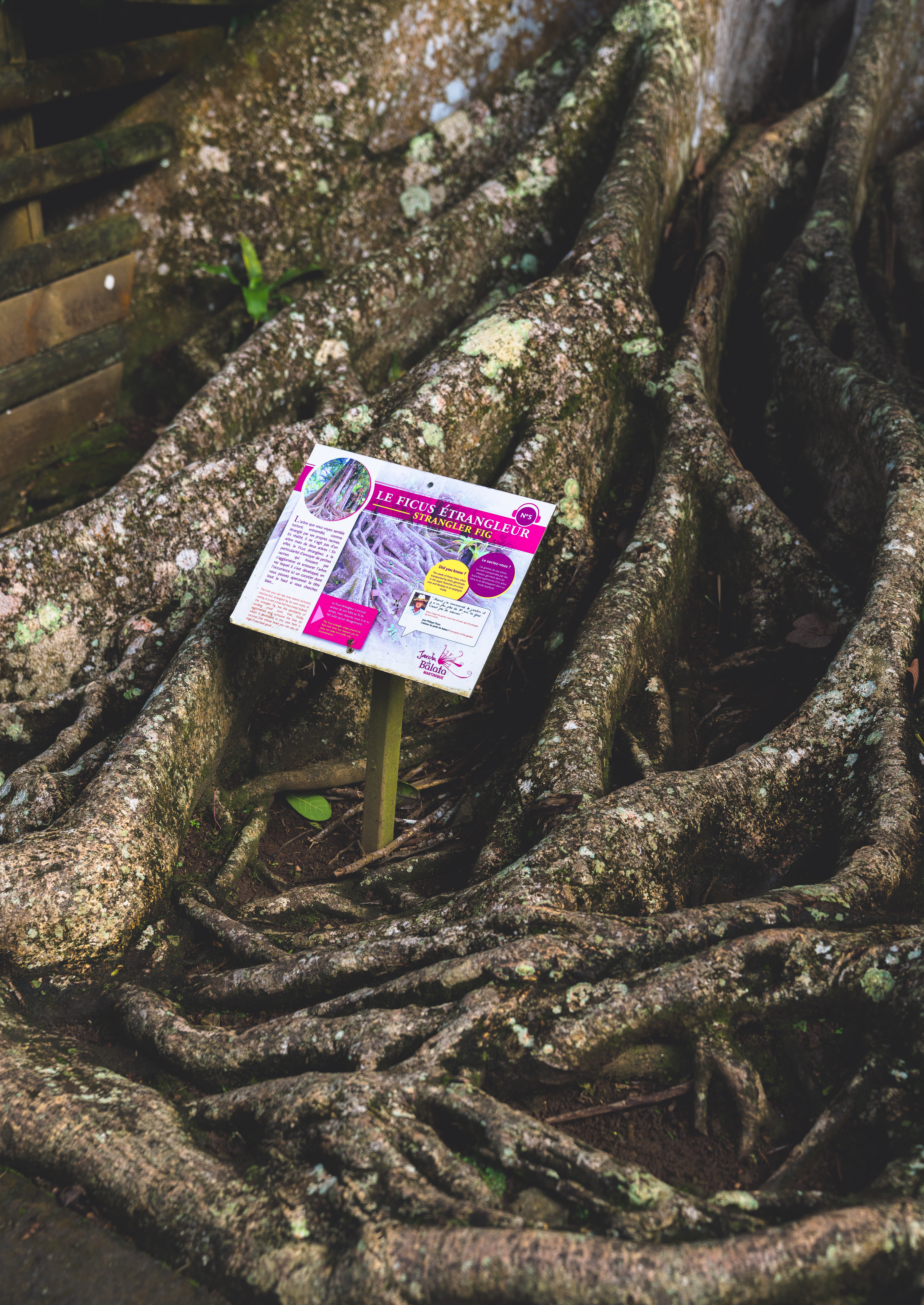
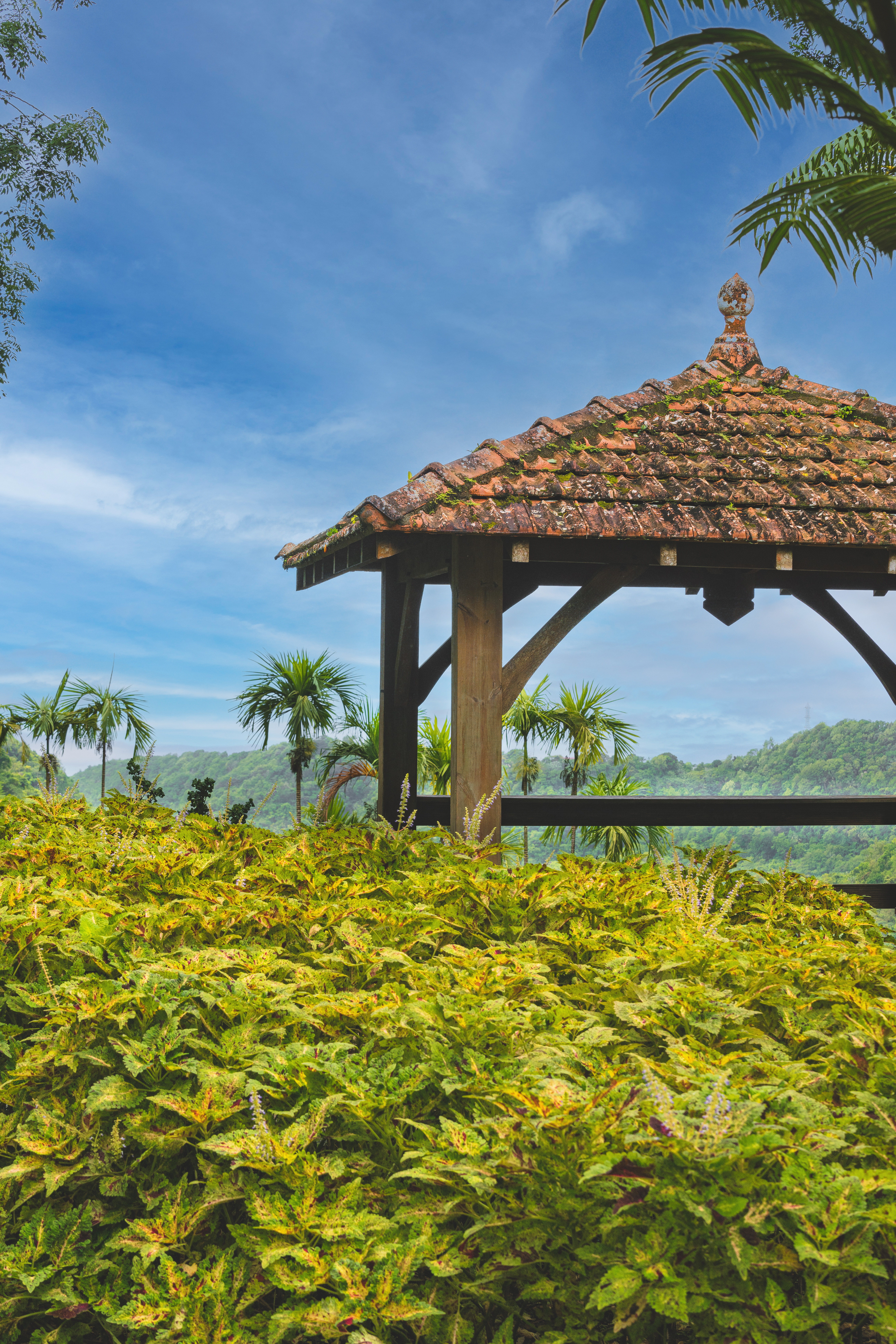
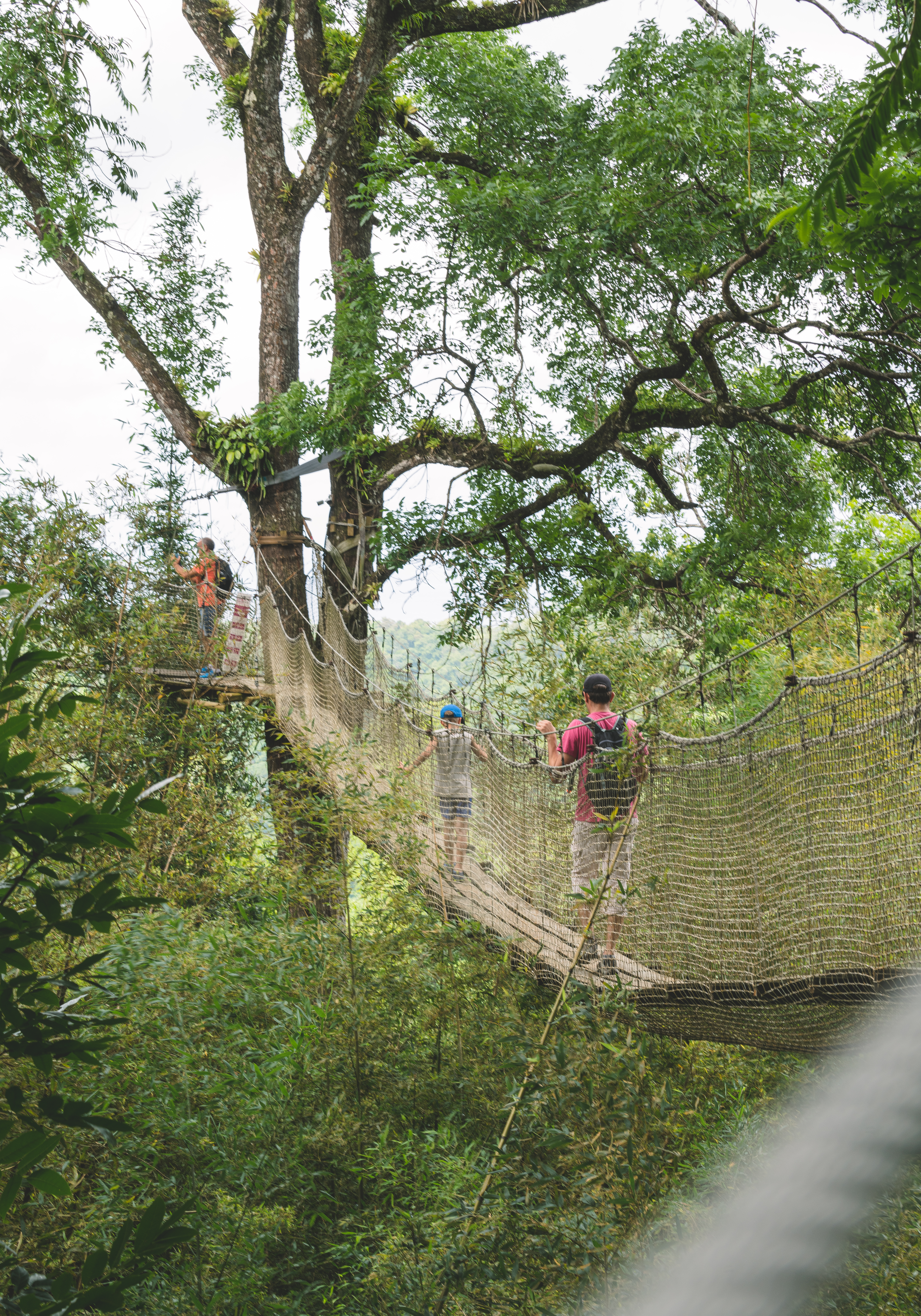
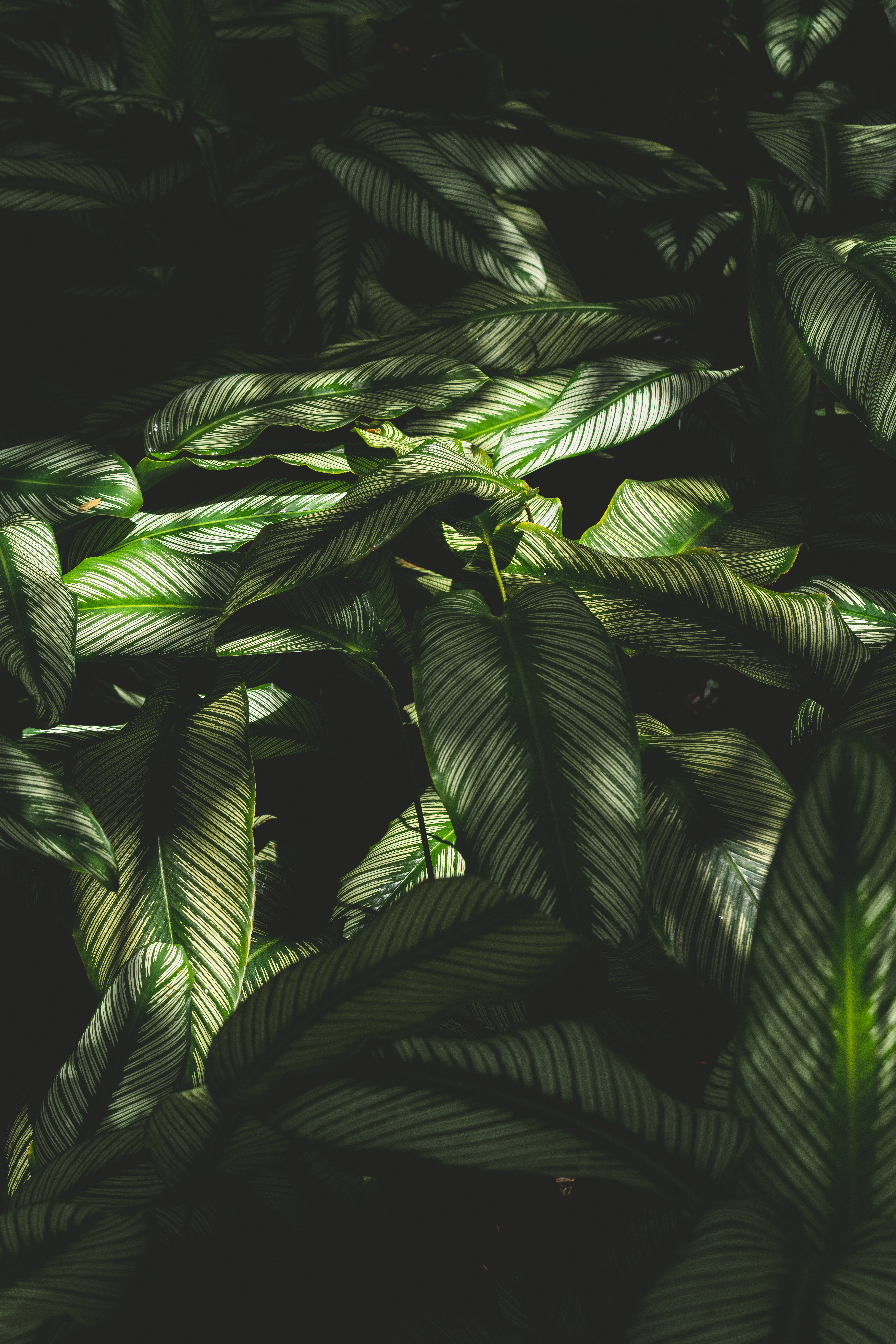
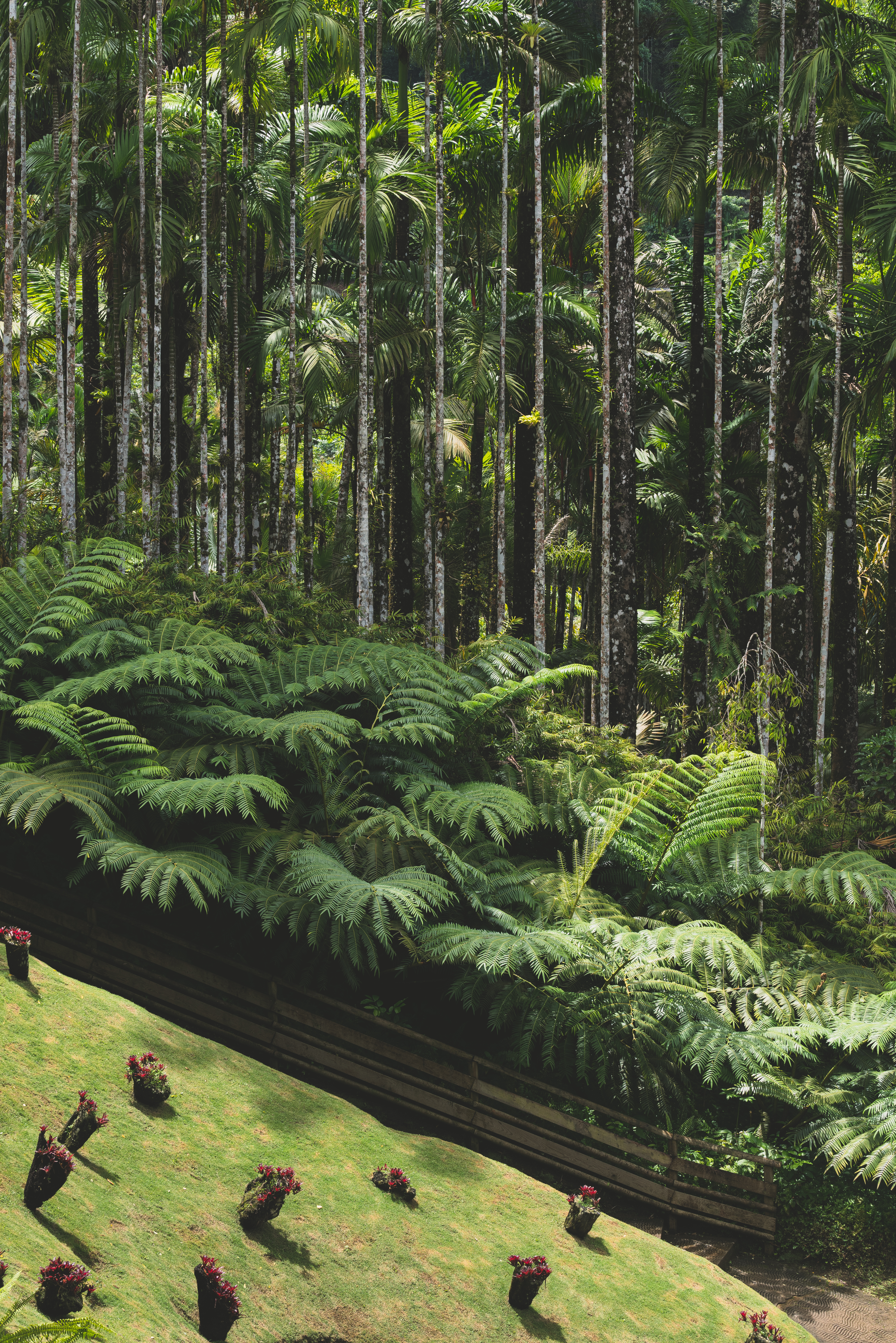
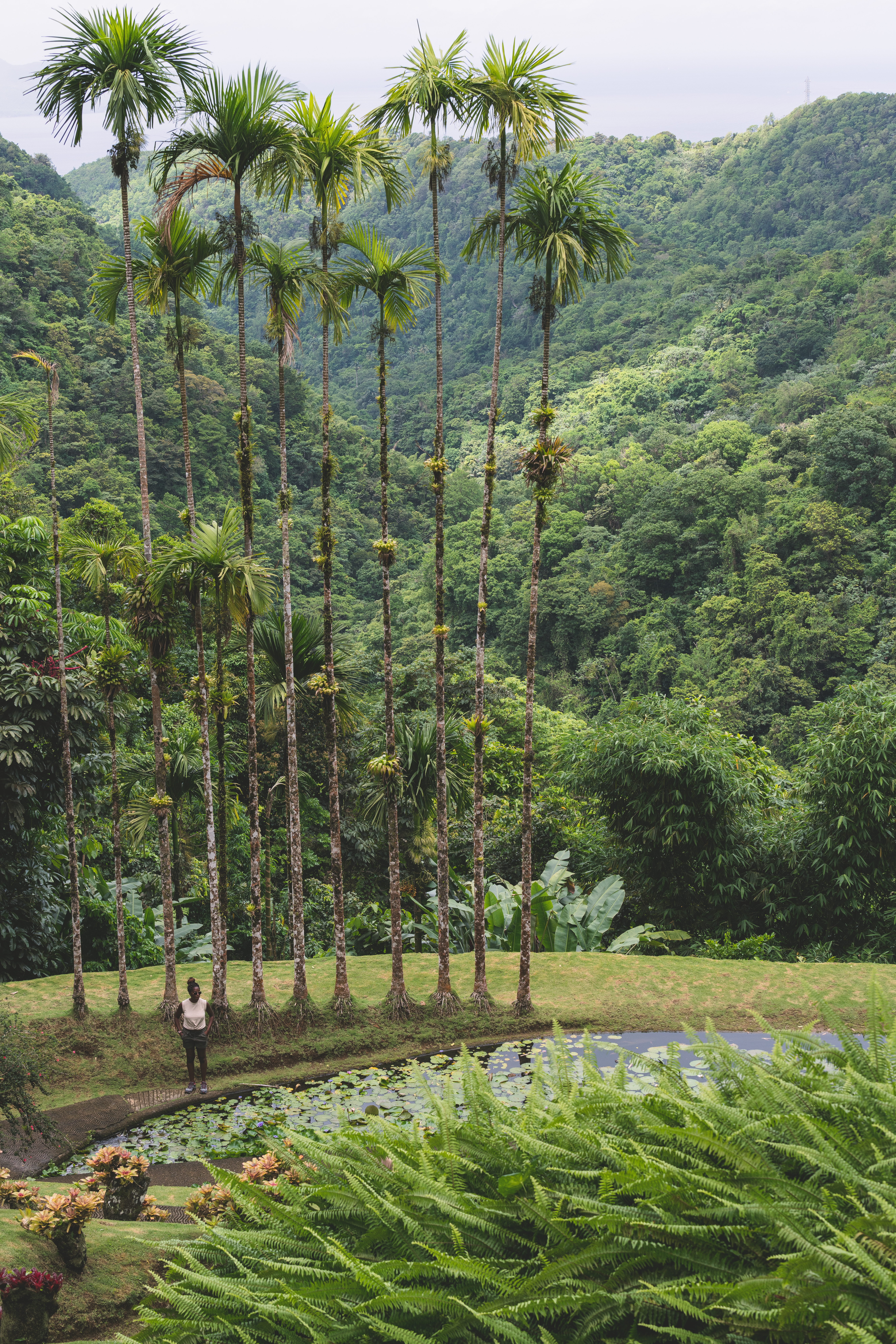
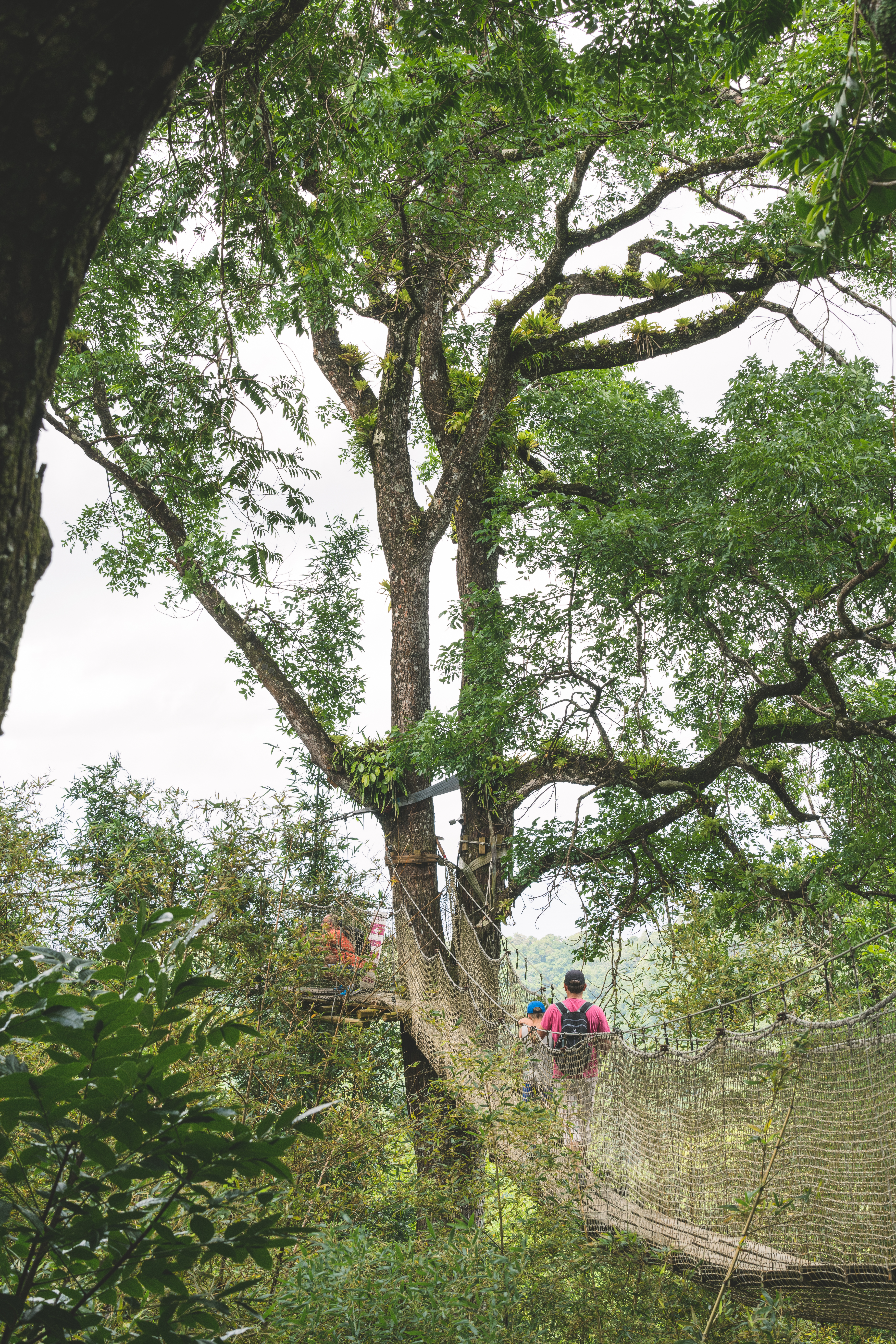